# 리쿠추국

리쿠추 국

리쿠추국(일본어: 陸中国)은 일본의 옛 구니로, 현재의 이와테현 대부분과 아키타현 일부에 해당된다.
1868년 12월 7일 무쓰국을 나누어 설치하였다. 1872년의 인구조사에 의하면, 51만 521명이었다.

## 같이 보기
- 산리쿠